# Primula sieboldii
Primula sieboldii is een plant uit de sleutelbloemfamilie (Primulaceae). De soort is afkomstig uit Japan. De plant is vernoemd naar Philipp Franz von Siebold, een botanicus die in Japan planten verzamelde. In België en Nederland wordt de soort wel als rotstuinplant aangeboden.
De plant eind april en in mei. De kleur van de bloemen kan variëren van puur wit, roze, rood, lila tot lavendel. De bladeren kunnen tot 25 cm groot worden.
De plant heeft evenals Primula-soorten die van nature in België en Nederland voorkomen, een vochtige standplaats nodig. De plant verlangt een zo licht mogelijke standplaats als mogelijk is maar wil geen volle zon.

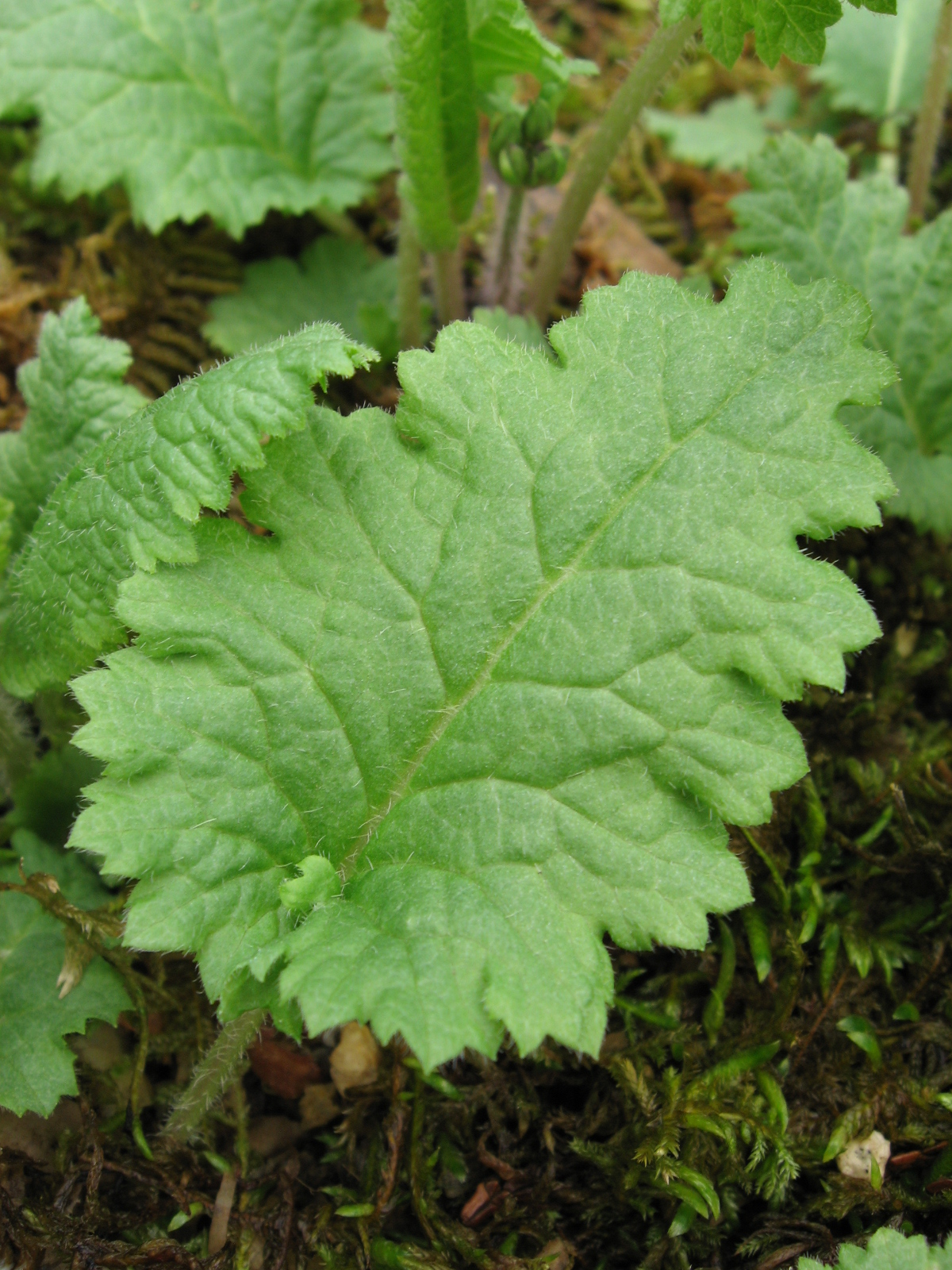
Blad

... · P. auricula (Aurikel) · 
P. beesiana · 
P. bulleyana · 
P. clusiana · 
P. denticulata ·  
P. elatior (Slanke sleutelbloem) · 
P. farinosa · 
P. florindae · 
P. glutinosa (Kleverige sleutelbloem) · 
P. hirsuta · 
P. japonica · 
P. minima (Dwergsleutelbloem) · 
P. nutans · 
P. rosea · 
P. scandinavica · 
P. scotica · 
P. sieboldii · 
P. stricta · 
P. veris (Gulden sleutelbloem) · 
P. vulgaris (Stengelloze sleutelbloem) · ...